# Črni nosan
Črni nosan (znanstveno ime Rhynocoris annulatus) je vrsta roparskih stenic, ki je razširjena tudi v Sloveniji.

## Opis
Odrasle stenice merijo v dolžino med 12 in 14,8 mm. Osnovna barva je črna, noge so črno-rdeče barve, rdeče obarvan je tudi rob trupa. Plenijo druge žuželke, pogosto tudi večje od sebe.